# Iiro Järvinen
Iiro Järvinen (Jyväskylä, 3 novembre 1996) è un calciatore finlandese, centrocampista o ala dell'Inter Turku.

## Carriera

### Club
Ha giocato nella prima divisione finlandese.

### Nazionale
Ha giocato nelle nazionali giovanili finlandesi Under-18 ed Under-21.

## Palmarès

### Club

#### Competizioni nazionali
- Ykkönen: 1

JJK: 2016
- Coppa di Finlandia: 2

Ilves: 2019
KuPS: 2021
- Coppa di Lega finlandese: 2

Inter Turku: 2024, 2025